# Charlotte Poutrel
Charlotte Poutrel is een Franse actrice. Zij speelde een belangrijke rol in Haar naam was Sarah als de volwassen Sarah Starzinski. Dit was haar eerste grote rol in een speelfilm. Zij is daarnaast werkzaam als model.

## Carrière
- Endors-Toi: Louise (2013)
- I Need Shine: moeder (2012)
- Haar naam was Sarah: Sarah Starzynski (2010)
- L'Enfer: mannequin 2 (2005)